# Dorian Yates
Dorian Andrew Mientjez Yates (* 19. dubna 1962, Sutton Coldfield, Anglie) je úspěšný profesionální anglický kulturista, který v letech 1992 až 1997 vyhrál šestkrát nejprestižnější kulturistickou soutěž Mr. Olympia a porazil tak osminásobného vítěze Lee Haneyho.
Tvrdí se o něm, že přivedl revoluční trénink do kulturistiky. Jeho styl tréninku je znám jako „krev a kuráž“. Věřil, že lze dosáhnout účinnější svalové stimulace v kratším období s větší intenzitou, než dlouhodobější stimulací. Je také znám svým neuvěřitelným rozvojem zad. Narodil se 19. dubna 1962 v městě Sutton Coldfield poblíž Birminghamu. Dětství strávil na venkově, ve třinácti letech přišel o otce a s matkou se přestěhoval do Birminghamu. Roku 1984 vyhrává svoji první kulturistickou soutěž a po tom, co se na Britském šampionátu v roce 1986 stává vítězem v nejtěžší váhové kategorii a roku 1988 i vítězem celkovým, stává se profesionálním bodybuilderem.

## Umístění na soutěžích
- 1984 Mr. Birmingham Novice, 1. místo
- 1985 Novice West Coast, 1. místo
- 1985 World Games, 7. místo
- 1988 British Championships, 1. místo
- 1990 Night of Champions, 2. místo
- 1991 Night of Champions, 1. místo
- 1991 Mr. Olympia, 2. místo
- 1991 Grand Prix Anglie, 1. místo
- 1992 Mr. Olympia, 1. místo
- 1992 Grand Prix Anglie, 1. místo
- 1993 Mr. Olympia, 1. místo
- 1994 Mr. Olympia, 1. místo
- 1994 Grand Prix Španělska, 1. místo
- 1994 Grand Prix Německa, 1. místo
- 1994 Grand Prix Anglie, 1. místo
- 1995 Mr. Olympia, 1. místo
- 1996 Mr. Olympia, 1. místo
- 1996 Grand Prix Španělska, 1. místo
- 1996 Grand Prix Německa, 1. místo
- 1996 Grand Prix Anglie, 1. místo
- 1997 Mr. Olympia, 1. místo

## Soutěžní míry
- Výška: 5' 10" / 1,78 m
- Soutěžní váha: 239 – 269 lbs / 108,4 – 122,01 kg
- Mimosoutěžní váha: Okolo 280-305 lbs / 127 – 138,3 kg

## Knihy a videozáznamy
V roce 1993 Yates publikoval autobiografii Blood and Guts (Krev a kuráž) (spoluautor byl Peter McGough, šéfredaktor magazínu FLEX). V roce 1996 vydal tréninkové video se stejným názvem, kde ukazuje svůj typický tréninkový týden na sílu ve stylu heavy-duty. V roce 1998 se podílel na vydání A Warrior's Story (Příběh válečníka), kde popisuje, jak se stal profesionálním kulturistou.

## Posoutěžní kariéra
Roku 1987 si Yates koupil fit-centrum Temple Gym v Birminghamu a později formuje svoji vlastní firmu Chemical Nutrition, vyrábějící suplementy (doplňky stravy pro cvičící) (později se mění název firmy na Dorian Yates Approved, kvůli možnosti prodeji v USA), společně s Kerry Kayesem, který je nyní CNP profesionál (box). V roce 2006 prodal licenci Temple Gym doufaje, že se rozroste v celosvětový řetězec, nyní má 4 pobočky, 3 z nich v Anglii. Dorian Yates opustil CNP Professional v roce 2006, aby následoval své vlastni zájmy a založil pomocnou firmu Dorian Yates Ultimate Formulas. Yatesova nová spekulace ale ztroskotala na obalech jeho produktu, které tvrdily, že byly testovány přední americkou firmou, která zajišťuje, že produkty neobsahují žádné
zakázané látky. Banned Substances Control Group (BSCG) požadovali po Yatesovi, aby odstranil veškeré reference na jejich organizaci z obalu na svých produktech, protože žádné ze zmíněných produktů nebyly BSCG testovány, čímž používá jejich logo bez
náležitého oprávnění. Ve světle nabytých zkušeností Yates založil firmu Dorian Yates Nutrition, která se zaměřuje na fitness suplementy pro profesionální bodybuildery (proteiny, BCAA atd.). Suplementy DY Nutrition jsou v prodeji od roku 2016 i v ČR. Dorian Yates je ženatý se světovou šampionkou IFBB Gal Yates.

## Zajímavosti
- Tým časopisu FLEX v roce 2003, tedy povinných 5 let po ukončení soutěžní kariéry, uvedl Doriana Yatese do Síně slávy IFBB.
- Dorian Yates je exkluzivní autor kulturistického časopisu Muscle & Fitness.
- Jeho přezdívka The Shadow (Stín) pochází od šéfredaktora magazínu FLEX Petera McGougha, který jej tak nazval v roce 1986 s komentářem k Yatesově anonymitě, ze které vystupoval jen v rámci své sporadické účasti na soutěžích, aby zničil naděje svých soupeřů a pak se vrátil zpět do své nory v Birminghamu.
- Po vícero zraněních (zmiňované v knize Příběh bojovníka) se rozhodl, že Mr. Olympia 1997 (Long Beach, Kalifornie) bude jeho poslední soutěž, i přesto vše dokáže porazit soutěžící ve své vrcholné formě Nassera El Sonbatyho.